# Ayako Kimura
Pour les articles homonymes, voir Kimura.
Ayako Kimura (木村 文子, Kimura Ayako), née le 11 juin 1988 à Hiroshima, est une athlète japonaise, spécialiste du 100 m haies.

## Carrière
Son meilleur temps est de 13 s 04 en 2012, puis de 13 s 03 en 2013 et elle remporte le titre de championne d'Asie à Pune en 2013.

## Palmarès
| Date | Compétition         | Lieu        | Résultat | Épreuve            | Temps   |
| ---- | ------------------- | ----------- | -------- | ------------------ | ------- |
| 2011 | Championnats d'Asie | Kobe        | 4e       | 100 m haies        | 13 s 26 |
| 2013 | Championnats d'Asie | Pune        | 1re      | 100 m haies        | 13 s 30 |
| 2014 | Jeux asiatiques     | Incheon     | 3e       | 100 m haies        | 13 s 25 |
| 2015 | Championnats d'Asie | Wuhan       | 3e       | 100 m haies        | 13 s 41 |
| 2017 | Championnats d'Asie | Bhubaneswar | 2e       | 100 m haies        | 13 s 30 |
| 2018 | Coupe continentale  | Ostrava     | 6e       | 100 m haies        | 13 s 39 |
| 2019 | Championnats d'Asie | Doha        | 1re      | 100 m haies        | 13 s 13 |
| 2019 | Relais mondiaux     | Yokohama    | 2e       | r. shuttle hurdles | 55 s 59 |

## Records
| Épreuve     | Épreuve   | Performance | Lieu  | Date        |
| ----------- | --------- | ----------- | ----- | ----------- |
| 100 m haies | Plein air | 13 s 03     | Tokyo | 8 juin 2013 |